# كونور ويلان
كونور ويلان (بالإنجليزية: Conor Whelan)‏ هو لاعب قذف أيرلندي، ولد في 31 أكتوبر 1996 في غالواي في جمهورية أيرلندا.